# 塞扎纳
塞扎纳是斯洛文尼亚西部塞扎納市鎮的城镇及行政中心，邻近意大利边境。城镇面积为15.3平方公里，人口6,037人（2020年）。

## 友好城市
- 克罗地亚拉布
- 法國 蒙布里松